# 2003년 월드 시리즈
2003년 월드 시리즈(2003 World Series)는 제99회 메이저 리그 베이스볼 월드 시리즈다. 시리즈는 10월 18일부터 10월 25일까지 치러졌다. 내셔널 리그 우승팀인 플로리다 말린스와 아메리칸 리그 우승팀인 뉴욕 양키스가 맞붙어 6차전 승부를 통해 플로리다 말린스가 뉴욕 양키스를 4승 2패로 누르고 월드시리즈 우승을 차지했다. MVP는 플로리다 말린스의 투수 조시 베켓이 수상했다. 플로리다 말린스는 1997년에 이어 역대 2번째로 월드 시리즈 우승에 성공했다.

## 포스트 시즌 결과
2003년 월드 시리즈는 최근 8년간 6차례 월드 시리즈에 진출한 강호 뉴욕 양키스와 와일드 카드를 통해 포스트 시즌에 진출해 프랜차이즈 11년 역사에서 2번째 월드 시리즈 진출에 성공한 플로리다 말린스의 대결 구도가 되었다. 또한 플로리다는 2회 연속으로 와일드 카드를 통해서만 월드 시리즈를 밟는 역대 두 번째 팀이 되었다. 밤비노의 저주에 시달리던 보스턴 레드 삭스 역시 와일드 카드를 따낸 후 아메리칸 리그 챔피언십까지 진출하며 월드 시리즈 진출을 노렸으나 7차전 끝에 뉴욕 양키스 에런 분의 끝내기 홈런으로 울분을 삼켜야 했으며, 염소의 저주에 묶여있던 시카고 컵스 역시 월드 시리즈 진출을 노렸으나 플로리다와 접전 끝 7차전 패배를 당하며 아쉬움을 남겼다.
플로리다 말린스는 시즌 초반 16승 22패를 기록하자 기존 제프 토보그 감독을 경질하고 2년 전 야구계를 은퇴했던 잭 매키언을 복귀시키며 신임 감독으로 임명했는데 그는 이후 75승 49패를 기록하며 팀이 와일드 카드를 따내는 데 큰 공헌을 했으며 72세의 나이로 역대 월드 시리즈 진출 감독 중 최고령 감독으로 기록되었다. 플로리다는 내셔널 리그 디비전 시리즈에서 샌프란시스코 자이언츠에게 첫 경기를 내주었으나 이후 3경기를 승리하며 챔피언십 시리즈에 진출했고 챔피언십 시리즈도 1승 3패로 탈락 위기에 몰린 상태에서 내리 3연승을 따내며 극적으로 월드 시리즈에 진출했다. 플로리다는 어리지만 패기 넘치는 선수들과 5천 4백만 달러라는 팀 연봉으로 백전 노장들의 팀이자 1억 6천 4백만 달러라는 막대한 페이롤을 자랑하는 양키스와 맞대결을 하게 됐다.

## 경기 결과

### 1차전
2003년 10월 18일, 미국 뉴욕 브롱크스, 양키 스타디움
| 팀 | 1 | 2 | 3 | 4 | 5 | 6 | 7 | 8 | 9 | R | H | E |
| 플로리다                                                                                                 | 1 | 0 | 0 | 0 | 2 | 0 | 0 | 0 | 0 | 3 | 7 | 1 |
| 뉴욕 | 0 | 0 | 1 | 0 | 0 | 1 | 0 | 0 | 0 | 2 | 9 | 0 |
| 승리 투수: 브래드 페니 패전 투수: 데이비드 웰스 세이브: 우게스 어비나 홈런: NYY – 버니 윌리엄스(6회 1점) |   |   |   |   |   |   |   |   |   |   |   |   |

### 2차전
2003년 10월 19일, 미국 뉴욕 브롱크스, 양키 스타디움
| 팀 | 1 | 2 | 3 | 4 | 5 | 6 | 7 | 8 | 9 | R | H  | E |
| 플로리다                                                                                                   | 0 | 0 | 0 | 0 | 0 | 0 | 0 | 0 | 1 | 1 | 6  | 0 |
| 뉴욕 | 3 | 1 | 0 | 2 | 0 | 0 | 0 | 0 | X | 6 | 10 | 2 |
| 승리 투수: 앤디 페티트 패전 투수: 마크 레드먼 홈런: NYY – 마쓰이 히데키(1회 3점), 알폰소 소리아노(4회 2점) |   |   |   |   |   |   |   |   |   |   |    |   |

### 3차전
2003년 10월 21일, 미국 플로리다주 마이애미 가든스, 프로 플레이어 스타디움
| 팀 | 1 | 2 | 3 | 4 | 5 | 6 | 7 | 8 | 9 | R | H | E |
| 뉴욕 | 0 | 0 | 0 | 1 | 0 | 0 | 0 | 1 | 4 | 6 | 6 | 1 |
| 플로리다 | 1 | 0 | 0 | 0 | 0 | 0 | 0 | 0 | 0 | 1 | 8 | 0 |
| 승리 투수: 마이크 무시나 패전 투수: 조시 베켓 세이브: 마리아노 리베라 홈런: NYY – 에런 분(9회 1점), 버니 윌리엄스(9회 3점) |   |   |   |   |   |   |   |   |   |   |   |   |

### 4차전
2003년 10월 22일, 미국 플로리다주 마이애미 가든스, 프로 플레이어 스타디움
| 팀 | 1 | 2 | 3 | 4 | 5 | 6 | 7 | 8 | 9 | 10 | 11 | 12 | R | H  | E |
| 뉴욕 | 0 | 1 | 0 | 0 | 0 | 0 | 0 | 0 | 2 | 0  | 0  | 0  | 3 | 12 | 0 |
| 플로리다                                                                                                  | 3 | 0 | 0 | 0 | 0 | 0 | 0 | 0 | 0 | 0  | 0  | 1  | 4 | 10 | 0 |
| 승리 투수: 브래든 루퍼 패전 투수: 제프 위버 홈런: FLA – 미겔 카브레라(1회 2점), 알렉스 곤잘레스(12회 1점) |   |   |   |   |   |   |   |   |   |    |    |    |   |    |   |

### 5차전
2003년 10월 23일, 미국 플로리다주 마이애미 가든스, 프로 플레이어 스타디움
| 팀 | 1 | 2 | 3 | 4 | 5 | 6 | 7 | 8 | 9 | R | H  | E |
| 뉴욕 | 1 | 0 | 0 | 1 | 0 | 0 | 1 | 0 | 2 | 4 | 12 | 1 |
| 플로리다                                                                                                   | 0 | 3 | 0 | 1 | 2 | 0 | 0 | 0 | X | 6 | 9  | 1 |
| 승리 투수: 브래드 페니 패전 투수: 호세 콘트라레스 세이브: 우게스 어비나 홈런: NYY – 제이슨 지암비(9회 1점) |   |   |   |   |   |   |   |   |   |   |    |   |

### 6차전
2003년 10월 25일, 미국 뉴욕 브롱크스, 양키 스타디움
| 팀                                                | 1 | 2 | 3 | 4 | 5 | 6 | 7 | 8 | 9 | R | H | E |
| 플로리다                                          | 0 | 0 | 0 | 0 | 1 | 1 | 0 | 0 | 0 | 2 | 7 | 0 |
| 뉴욕                                              | 0 | 0 | 0 | 0 | 0 | 0 | 0 | 0 | 0 | 0 | 5 | 1 |
| 승리 투수: 조시 베켓(완봉) 패전 투수: 앤디 페티트 |   |   |   |   |   |   |   |   |   |   |   |   |

## 시리즈 요약
플로리다 말린스가 4승 2패로 우승을 차지했고, MVP는 플로리다 말린스의 투수 조시 베켓이 수상했다.
| 경기 | 경기 점수 (원정팀이 앞, 홈팀이 뒤)          | 날짜      | 구장                   | 관중 수  |
| ---- | ------------------------------------------- | --------- | ---------------------- | -------- |
| 1    | 플로리다 말린스 – 3, 뉴욕 양키스 – 2        | 10월 18일 | 양키 스타디움          | 55,769명 |
| 2    | 플로리다 말린스 – 1, 뉴욕 양키스 – 6        | 10월 19일 | 양키 스타디움          | 55,750명 |
| 3    | 뉴욕 양키스 – 6, 플로리다 말린스 – 1        | 10월 21일 | 프로 플레이어 스타디움 | 65,731명 |
| 4    | 뉴욕 양키스 – 3, 플로리다 말린스 – 4 (12회) | 10월 22일 | 프로 플레이어 스타디움 | 65,934명 |
| 5    | 뉴욕 양키스 – 4, 플로리다 말린스 – 6        | 10월 23일 | 프로 플레이어 스타디움 | 65,975명 |
| 6    | 플로리다 말린스 – 2, 뉴욕 양키스 – 0        | 10월 19일 | 양키 스타디움          | 55,750명 |

### 이닝 별 득점 현황
| 팀                                           | 1 | 2 | 3 | 4 | 5 | 6 | 7 | 8 | 9 | 10 | 11 | 12 | R  | H  | E |
| 플로리다 말린스                              | 5 | 3 | 0 | 1 | 5 | 1 | 0 | 0 | 1 | 0  | 0  | 1  | 17 | 47 | 2 |
| 뉴욕 양키스                                  | 4 | 2 | 1 | 3 | 0 | 1 | 1 | 1 | 8 | 0  | 0  | 0  | 21 | 54 | 5 |
| 총 관중 수: 364,932명 평균 관중 수: 60,822명 |   |   |   |   |   |   |   |   |   |    |    |    |    |    |   |

## 같이 보기
- 2003년 일본 시리즈